# 常袋镇
常袋镇是中国河南省洛阳市孟津县下辖的一个镇，位于孟津县西南部。全镇辖19个行政村，45个自然村，2.8万人口，总面积56平方公里。

## 沿革
- 1956年：由洛阳县划入孟津县
- 1958年：建常袋公社
- 1984年：常袋公社改为常袋乡

## 行政区划
现辖：
常代村、东小梵村、潘庄村、西小梵村、酒流凹村、姚凹村、马岭村、石碑凹村、赵沟村、英古村、拐枣坪村、西杨沟村、土门沟村、半坡村、武家湾村、小崔沟村、赵洼村、东地村和常平村。

## 中国传统村落
2013年8月，石碑凹村被评为第二批中国传统村落。